# Stan King
Stan King (* 1900 in Hartford; † 19. November 1949 in New York City) war ein US-amerikanischer Jazzmusiker (Schlagzeug, Gesang und Kazoo).

## Leben
King kam 1920 nach New York und wirkte von 1922 bis 1926 an zahlreichen Schallplattenaufnahmen der California Ramblers und deren Ableger The Little Ramblers mit, bei denen er auch als Kazoospieler und mit seinem Scatgesang zu hören war („Those Panama Mamas“). Er wirkte in dieser Zeit auch bei Aufnahmen der Varsity Eight (1923) und der University Six (1925) um Adrian Rollini und Irving Brodsky mit. 
Ende der 1920er Jahre spielte er mit führenden Tanzbands und Jazz-Formationen, wie Roger Wolfe Kahn, Jean Goldkette, Paul Whiteman, Ben Selvin, Boyd Senter (1928), Joe Venuti (1929), Bert Lown (1929–1931) und den Dorsey Brothers. Er wirkte auch bei Aufnahmen kleinerer Ensembles mit. 
In den 1930er Jahren war er vorwiegend als Studiomusiker tätig; so spielte er u. a. in einer frühen Version des Benny Goodman Orchesters, mit Adrian Rollini (1934), Joe Haymes, den  Three T's, Frankie Trumbauer, Louis Armstrong (1936), Bob Howard (1937) und Bob Zurke (1939/40). In den 1940er Jahren führte Kings Alkoholismus zu gesundheitlichen Problemen und schränkte seine Musikerlaufbahn ein; er spielte noch in der Chauncey Grey Band und geriet dann in Vergessenheit. Nach Ansicht von Scott Yanow gehörte Stan King zu den führenden Schlagzeugern der 1920er Jahre.